# Maratona aquática no Campeonato Mundial de Esportes Aquáticos de 2015 - 25 km feminino
A prova de 25 quilômetros feminino da maratona aquática no Campeonato Mundial de Esportes Aquáticos de 2015 foi realizada no dia 1 de agosto em Cazã na Rússia. 

## Medalhistas
| Ouro                    | Prata            | Bronze              |
| Ana Marcela Cunha (BRA) | Anna Olasz (HUN) | Angela Maurer (GER) |

## Resultados
Estes foram os resultados da prova.
| Pos.              | Nadadora            | Nacionalidade  | Tempo     |
| ----------------- | ------------------- | -------------- | --------- |
| Medalha de ouro   | Ana Marcela Cunha   | Brasil         | 5h13'47"3 |
| Medalha de prata  | Anna Olasz          | Hungria        | 5h14'13"4 |
| Medalha de bronze | Angela Maurer       | Alemanha       | 5h15'07"6 |
| 4                 | Aurélie Muller      | França         | 5h16'07"5 |
| 5                 | Finnia Wunram       | Alemanha       | 5h19'02"5 |
| 6                 | Margarita Domínguez | Espanha        | 5h19'39"4 |
| 7                 | Alice Franco        | Itália         | 5h19'50"5 |
| 8                 | Emily Brunemann     | Estados Unidos | 5h19'51"2 |
| 9                 | Ashley Twichell     | Estados Unidos | 5h20'20"8 |
| 10                | Ilaria Raimondi     | Itália         | 5h21'05"2 |
| 11                | Olga Kozydub        | Rússia         | 5h22'46"1 |
| 12                | Jessica Walker      | Austrália      | 5h23'33"0 |
| 13                | Chelsea Gubecka     | Austrália      | 5h28'49"2 |
| 14                | Nikoletta Kiss      | Hungria        | 5h30'36"4 |
| 15                | Lenka Štěrbová      | Chéquia        | 5h36'09"9 |
| 16                | Yang Dandan         | China          | 5h42'19"5 |
| 17                | Cao Shiyue          | China          | 6h02'49"7 |
| -                 | Betina Lorscheitter | Brasil         | DNF       |
| -                 | Xeniya Romanchuk    | Cazaquistão    | DNF       |
| -                 | Silvie Rybářová     | Chéquia        | DNF       |
| -                 | Julia Arino         | Argentina      | DNF       |

Legenda
| Recorde mundial       | Recorde mundial (World record)               |                       | Recorde africano                      | Recorde africano (African) |                                           | Q | Classificado por posição (Qualified) |
| Recorde do campeonato | Recorde do campeonato (Championship record)  | Recorde da América    | Recorde da América (Americas)         | q                          | Classificado por melhor tempo (Qualified) |   |                                      |
| Melhor marca do ano   | Melhor marca do ano (World leading)          | Recorde asiático      | Recorde asiático (Asian)              | DNS                        | Não largou (Did not start)                |   |                                      |
| Recorde nacional      | Recorde nacional (National record)           | Recorde europeu       | Recorde europeu (European)            | DNF                        | Não terminou (Did not finish)             |   |                                      |
| Recorde pessoal       | Recorde pessoal do atleta (Personal best)    | Recorde da Oceania    | Recorde da Oceania (Oceania)          | DSQ / DQ                   | Desclassificado (Disqualified)            |   |                                      |
| Recorde da temporada  | Recorde da temporada do atleta (Season best) | Recorde sul-americano | Recorde sul-americano (South America) | NM                         | Sem marca (No mark)                       |   |                                      |